# Peter Brooke
Pour les articles homonymes, voir Brooke.
Ne doit pas être confondu avec l'homme de théâtre Peter Brook.
Peter Leonard Brooke, baron Brooke de Sutton Mandeville (3 mars 1934 - 13 mai 2023) est un homme politique conservateur britannique.

## Biographie
Il est élu en 1977 comme député conservateur au Parlement du Royaume-Uni, il rentre dans le gouvernement au cours des années 1980 et devient entre 1989 et 1992 Secrétaire d'État pour l'Irlande du Nord.

## Distinctions

### Décorations
- membre de l'Ordre des compagnons d'honneur (13 avril 1992)